# Ахей от Сиракуза
Вижте пояснителната страница за други личности с името Ахей.
Ахей от Сиракуза Млади (на старогръцки: Ἀχαιός, Achaios, 4 век пр.н.е.) е древногръцки поет на гръцки трагедии от Сиракуза. Наричан е Ахей II или Млади, за да се различава от поета Ахей от Еретрия.
Според Суда той е автор на 10 драми, според Псевдо-Евдокия на 14. През 356 пр.н.е. той печели на фестивала Леная в Атина.